# Защита Тарраша
Защи́та Та́рраша — шахматный дебют, разновидность отказанного ферзевого гамбита, начинающаяся ходами
1. d2-d4 d7-d5
2. c2-c4 e7-e6
3. Кb1-c3 c7-c5
Своим третьим ходом чёрные делают агрессивную заявку на преобладание в центре, однако после пешечных разменов (cxd5 и dxc5) их пешка d5 станет изолированной. С одной стороны, подобное построение гарантирует чёрным свободные диагонали для их слонов; с другой стороны, при успешной игре белых чёрная пешка d5 станет ощутимой слабостью в эндшпиле.
Горячим сторонником данного начала являлся немецкий маэстро Зигберт Тарраш, в честь которого оно и названо. Известный своей категоричностью, Тарраш называл позицию после 3. …с5 «нормальным продолжением ферзевого гамбита», снабжая все иные ходы (в особенности 3. …Kf6, ведущий к ортодоксальной защите) знаком вопроса. Современная теория, впрочем, не разделяет оптимизма немецкого мастера, считая данные продолжения приблизительно равными. Защита Тарраша активно применялась Б. Спасским и Г. Каспаровым на соревнованиях самого высокого уровня, включая матчи на первенство мира по шахматам 1969 года и в ходе финального матча претендентов Каспаров — Смыслов (1983 год, Вильнюс).
Основным планом белых в данном начале является фианкеттирование королевского слона и фигурное давление на пешку d5 (система Шлехтера — Рубинштейна).

## Варианты
- 4. c4:d5 c5:d4 — см. гамбит Шара — Геннига
- 4. c4:d5 e6:d5
  - 5. d4:c5 d5-d4 6. Kc3-a4 b7-b5 — см. гамбит Тарраша
  - 5. e2-e4 — см. гамбит Маршалла
  - 5. Kg1-f3